# K–12
Pour les articles homonymes, voir K12.

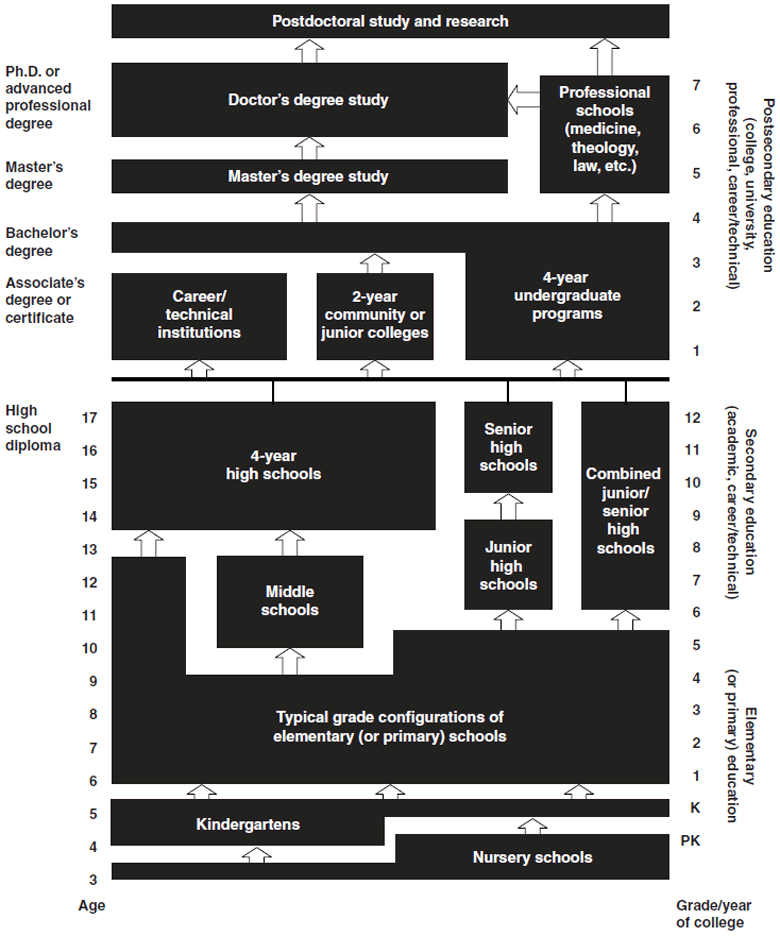
Structure de l'éducation aux États-Unis. Les niveaux englobés par K–12 occupent la moitié basse du diagramme.

Le sigle K-12 (prononcé en anglais « k twelve », « k through twelve » ou « k to twelve ») est couramment employé aux États-Unis pour désigner l'ensemble du cursus scolaire, de la maternelle (Kindergarten) au secondaire (grade 12). Le terme s'est propagé au reste de l'anglosphère, dont les cursus nationaux sont apparentés. Ce terme peut également évoquer un certain type d'établissement, puisqu'aux USA il existe des établissements scolaires prenant en charge les élèves de leur petite section à leur entrée dans l'enseignement supérieur.